# Oregon
Óregon (angleško [ór'gon]) je ameriška zvezna država, ki leži na severozahodu ZDA. Meji na Tihi ocean, Kalifornijo, Idaho, Washington in Nevado. Severna meja poteka večji del po reki Kolumbija, vzhodna pa po reki Snake River. Najgosteje poseljeni in najrodovitnejši del države je porečje reke Willamette na zahodu, kjer se nahaja osem od deset največjih mest v Oregonu.
Glavno mesto je Salem, največje pa Portland. Leta 2000 je po oceni Zveznega statističnega urada v državi živelo 3,42 milijona prebivalcev, ocena za leto 2008 pa znaša 3,79 milijona.